# Karol Mayer
Karol Mayer (ur. 17 października 1882 w Szilagy-Kraszno (Krasno) w Siedmiogrodzie, zm. 22 sierpnia 1946) – polski radiolog.

## Życiorys
Od 1904 mieszkał w Krakowie. W latach 1904–1909 studiował na Wydziale Lekarskim Uniwersytetu Jagiellońskiego. W 1911 otrzymał tytuł doktora wszechnauk lekarskich i rozpoczął praktykę w szpitalu św. Ludwika w Krakowie. W 1912 odbył podróż po głównych ośrodkach radiologicznych Europy (Berlin, Wiedeń, Budapeszt). W 1913 opublikował pracę O sposobie skupiania promieni Roentgena na wspólnym polu dla celów leczniczych i rozpoznawczych. Powołany do armii w 1914 rozpoczął pracę w krakowskim szpitalu epidemiologicznym. Pełnił też funkcję kierownika pracowni Rentgenowskiej Szpitala Garnizonowego. W 1917 uzyskał habilitację w zakresie medycyny wewnętrznej.
W 1921 powołany przez Radę Wydziału Lekarskiego Uniwersytetu Poznańskiego na stanowisko profesora nadzwyczajnego i kierownika pierwszej w Polsce Katedry Radiologii. W 1936 mianowany profesorem zwyczajnym. We wrześniu 1939 pełnił funkcję radiologa w Szpitalu wojskowym w Łodzi. W listopadzie 1939 aresztowany przez gestapo, przebywał krótko w obozie przejściowym, następnie został przymusowo przesiedlony do Ostrowca Świętokrzyskiego, gdzie pracował jako kierownik zakładu radiologicznego. Po powrocie do Krakowa w 1941 objął funkcję radiologa w Ubezpieczalni Społecznej. Wykładał również na tajnym Uniwersytecie Ziem Zachodnich. W kwietniu 1945 powrócił do Poznania, gdzie odtworzył zniszczoną przez wojnę pracownię radiologiczną. W 1946 przewodniczący Państwowej Rady Zdrowia przy Ministrze Zdrowia.Zmarł w wyniku ekspozycji na nadmierne promieniowanie rentgenowskie.
Współzałożyciel i prezes (1925-1929) Polskiego Lekarskiego Towarzystwa Radiologicznego. Od 1945 członek Wydziału Lekarskiego Polskiej Akademii Umiejętności.